# John Garfield
John Garfield (født 4. marts 1913, død 21. maj 1952) var en amerikansk filmskuespiller. Han er især kendt sine roller i film som Postbudet ringer altid to gange, Mand og mand imellem og Lev farligt, alle fra årene umiddelbart efter anden verdenskrig.

## Opvækst
Han blev døbt Jacob Julius Garfinkle og voksede op i fattigdom i New York som søn af russisk-jødiske immigranter. Da han var syv år gammel, døde hans mor, og han og hans bror boede hos forskelligt familie, der var lige så fattige. Han blev opfattet som dårlig til at læse og stave, hvilket ikke blev bedre af, at han ofte skulkede fra skolen og tilbragte dagene på gaderne. Han blev snart medlem af forskellige gadebander og blev efterhånden bandeleder. Samtidig bemærkede folk omkring ham hans evner til at efterligne kendte skuespillere, både kropsligt og med ansigtsmimik. Han begyndte endvidere at komme i et boksetræningscenter, men en sygdomsperiode (senere diagnosticeret som skarlagensfeber) betød, at Garfield fik kroniske hjerteproblemer og gav yderligere lang tids fravær fra skolen. 
Han kom dernæst på en skole for adfærdsvanskelige børn. Her bemærkede rektoren hans anlæg for skuespil, og Garfield kom til at lære noget om dette fag. Samtidig fik han taleundervisning, idet han havde et problem med stammen. Efterhånden greb skuespilsfaget ham, og han fik roller i lokale stykker. Han blev anbefalet til American Laboratory Theatre, hvor han mødte folk som Richard Boleslavski og Maria Ouspenskaya, der havde bragt Stanislavskijs teorier om metodeskuespil med fra Moskva. Dette greb Garfield, der kom til at bruge meget af sin fritid på teatret. 
I en periode herefter rejste Garfield rundt og påtog sig forskellige småjob for at have til dagen og vejen. Han vendte dog snart tilbage til New York og teatret.

## Teaterkarriere
I 1932 fik Garfield sin debut på Broadway i et stykke, der hed Lost Boy; det spillede kun kort tid, men blev et springbræt for den unge skuespiller. Det næste stykke, Counsellor-at-Law med Paul Muni som stjerne, blev en noget større succes, og det gav Garfield et tilbud om at blive prøvefilmet, hvilket han imidlertid afslog. 
I stedet søgte han at komme ind i det nystartede Group Theatre, der var startet af tre personer, som han kendte fra tiden i American Laboratory Theatre. Han kom ind som elev, og da hans gamle ven fra barndommen, Clifford Odets, fik sat nogle stykker op på Group Theatre, fik Garfield en rolle i et af dem. Han fik en flot personlig kritik for sin rolle og blev derpå accepteret som fuldt medlem af teatret. Da en rolle, som var lovet til ham, gik til en anden, blev Garfield dog så skuffet, at han nu tog imod et tilbud fra Warner Brothers og skrev, som det var kotyme på den tid, en syvårskontrakt med selskabet.

## Filmkarriere
Det var her, hans navn blev ændret til John Garfield. Efter nogle tilløb fik han filmdebut i en mindre, men dog vigtig rolle i filmen Fire døtre (1938), og allerede her fik han så god kritik og blev nomineret til en Oscar for bedste mandlige birolle, at filmselskabet ændrede hans kontrakt til en stjernekontrakt, stadig for syv år. Hans følgende film gjorde ham også de facto til en stjerne.
Snart opstod der konflikter mellem Garfield og filmselskabet, der ville have ham til at spille publikumssikre film som melodramaet Dust Be My Destiny, hvor Garfield ikke fandt manuskriptet godt og udfordrende nok. Det førte til situationer, hvor Garfield nægtede at spille med i en film, hvorpå selskabet ikke betalte ham. Situationen var typisk for studiesystemet i 1930'erne, hvor kontrakterne var udformet, så selskaberne havde ret til at sætte skuespillerne på de film, de havde lyst til.
For at komme ud af denne stavnsbinding forsøgte Garfield, da USA gik med i krigen, at blive optaget i forsvaret. Dette mislykkedes dog pga. hans dårlige hjerte. I frustration over denne situation kastede Garfield sig i stedet over en støtte til soldaterne, og sammen med blandt andet Bette Davis dannede han en klub, der tog rundt og underholdt soldaterne i nærheden af krigsskuepladserne. Desuden medvirkede han i en række patriotiske krigsfilm som Amerikas luftvåben (1943), Til sidste torpedo (1943) og Pride of the Marine (1945). 
Efter krigen kom mange af de film, der i eftertiden står stærkest i mindet om Garfield. Han spillede sammen med Lana Turner i Postbudet ringer altid to gange, Joan Fontaine i Humoresque og havde hovedrollen i Lev farligt – alle tre film, der opnåede Oscar-nomineringer/-statuetter. Han var meget involveret i Mand og mand imellem, der blev instrueret af hans gamle kammerat fra Group Theatre, Elia Kazan.
Da hans kontrakt med Warner udløb i 1946, besluttede han sig for ikke at forny den, men valgte i stedet at starte sit eget produktionsselskab som en af de første Hollywood-stjerner. 

## Kommunistskrækken
Garfield havde det meste af sit voksne liv været involveret i den liberale politiske bevægelse, og han blev spundet ind i det spind, der i slutningen af 1940'erne og begyndelsen af 1950'erne blev bygget op over en skræk for kommunismen. Han støttede komiteen, der gik imod regeringsundersøgelser af folks politiske overbevisninger. Han blev indkaldt til House Un-American Activities Committee, hvor han nægtede at opgive navne på medlemmer eller støtter af det kommunistiske parti og i øvrigt hævdede ikke at kende nogen i filmverdenen. Han var dog også modstander af kommunismen, men hans renommé led et knæk efter hans møde for komiteen. Han blev derpå sortlistet af Hollywood-studierne, og han vendte tilbage til teaterscenen, hvor han fik en hovedrolle i det stykke af Odets, som han ikke havde fået, inden han kom til Hollywood.

## Privatliv
John Garfield blev gift med Roberta Seidman i februar 1935. Seidman havde været medlem af kommunistpartiet, men intet tyder på, at Garfield var kommunist. Parret fik tre børn, hvoraf den ældste, Katherine, døde som følge af en voldsom allergisk reaktion som syvårig. De to øvrige børn, David og Julie, blev begge skuespillere som deres far.
I begyndelsen af maj 1952 flyttede Garfield ud af familiens lejlighed i New York, idet han gav udtryk over for sine venner, at det var en varig separation. Nogle uger senere spillede han en formiddag – trods lægens kraftige advarsel imod det – en hård tenniskamp med en ven og fortalte, at han ikke havde været i seng natten inden. Senere mødtes han med en veninde og spiste middag; efter dette fik han et ildebefindende, og veninden hjalp ham i seng, idet Garfield forbød hende at ringe efter en læge. Næste morgen fandt hun ham død i sengen. Dødsårsagen var sandsynligvis lang tids hjerteproblemer, der blev forværret af det pres, han var under i forbindelse med afhøringerne og sortlistningen i Hollywood.
John Garfields begravelse blev den største af slagsen siden Rudolph Valentinos; titusindvis af mennesker stimlede sammen på gaderne i nærheden. Hans betydelige formue blev efterladt til hans kone. Hun blev nogle år senere gift med en advokat og døde i 2004. 